# Francisco Solís Peón
Francisco Fernando Solís Peón (14 de julio de 1968-Mérida, Yucatán, 14 de marzo de 2022) fue un político mexicano que formó parte del Partido Acción Nacional (PAN). Entre el 2000 y el 2003, fue diputado a la Asamblea Legislativa del Distrito Federal, y durante ese periodo fue conocido popularmente con los motes «Pancho Cachondo» o el «Dipu-table».

## Biografía
Fue egresado de la Escuela Libre de Derecho. Descendía de varias de las más conocidas familias del estado de Yucatán: uno de sus bisabuelos fue el reconocido poeta y político Antonio Mediz Bolio. Inició su actividad política en el PAN como discípulo del líder panista Carlos Castillo Peraza, yucateco como él.
En 2000 fue electo diputado a la II Legislatura de la entonces Asamblea Legislativa del Distrito Federal por el distrito 14 local, y en el ejercicio de dicho cargo comenzó a llamar la atención debido a su pública asistencia a espectáculos de table dance y al hecho de que solía presentar iniciativas tendientes a asegurar los derechos de las personas dedicadas al trabajo sexual.
Estas actividades causaron críticas y distanciamiento con su propio partido, caracterizado por su ideología conservadora y tendiente a la moral tradicional. Debido a ello, en el 2003 la Comisión de Honor del PAN le suspendió sus derechos como militante por año y medio y lo inhabilitó por tres. En respuesta, posó desnudo en una revista de circulación nacional, cubriendo sus genitales con el emblema del partido, lo que finalmente le valió la expulsión definitiva del mismo.
Tras estos hechos, retornó a la política pública de forma intermitente: en el 2009 fue candidato del Partido Socialdemócrata a la jefatura delegacional de la Delegación Cuauhtémoc y en el 2018 fue postulado por el Partido de la Revolución Democrática a diputado al Congreso del Estado de Yucatán, sin haber logrado el triunfo en ninguno de los dos intentos.
Falleció el 14 de marzo de 2022 en Mérida, Yucatán, a causa de un infarto después de encontrarse hospitalizado a consecuencia de haber padecido enfermedad por coronavirus.